# 得利斯

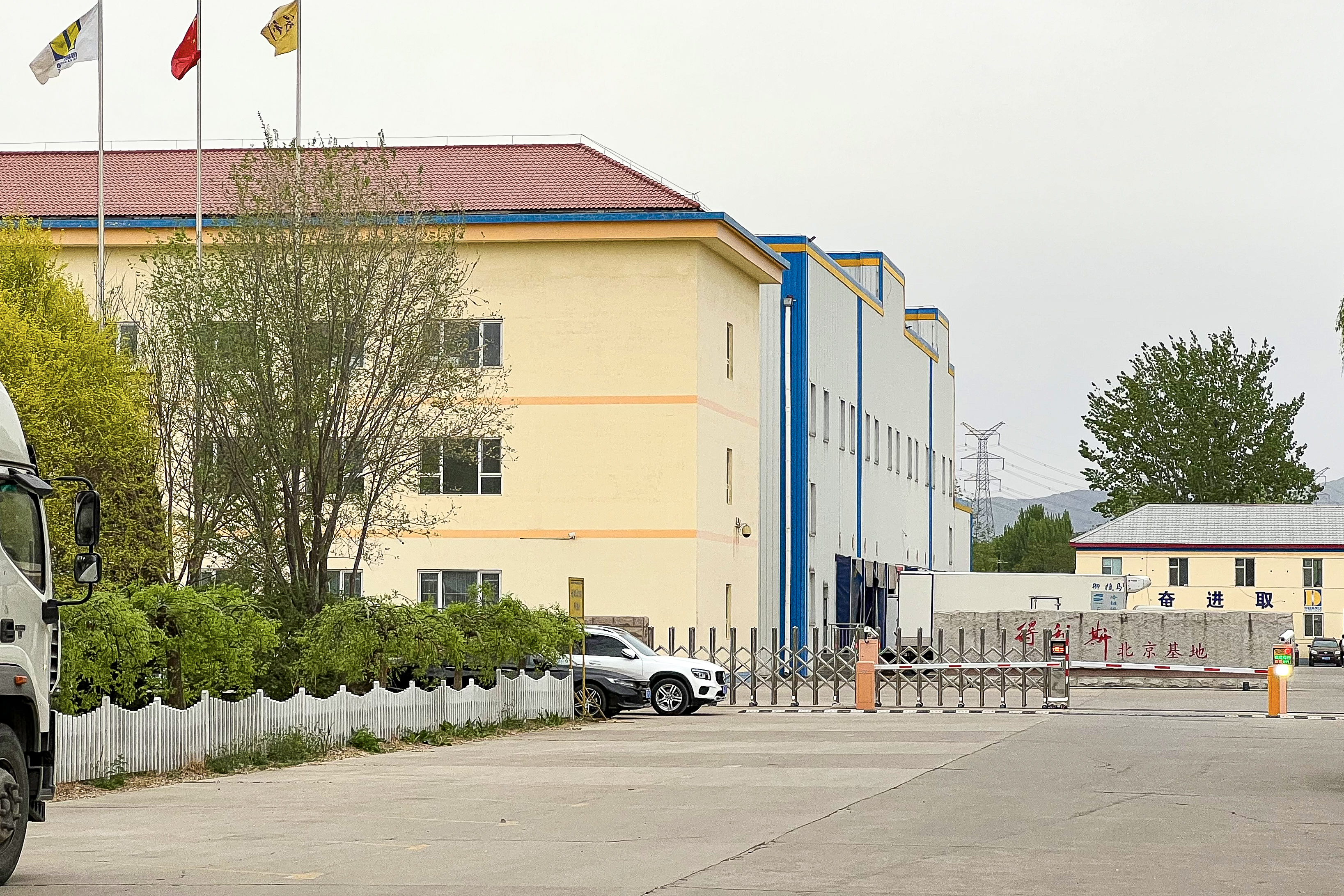
位于北京市昌平区阳坊镇东贯市村的得利斯北京基地

得利斯集团有限公司是一间位于中华人民共和国山东省潍坊市诸城市昌城镇的综合性企业集团，业务包括生猪养殖、饲料加工、生猪屠宰、肉制品加工、生物保健品加工、粮油生产、物流贸易等，公司始创于1986年，1989年生产出中国大陆第一批低温肉制品（此前中国国内投产的火腿肠为高温肉制品），并启用与Delicious一词谐音的“得利斯”品牌。目前其食品加工业务由关联企业山东得利斯食品股份有限公司（深交所：002330）负责。

## 历史
1984年，诸城县昌城镇西老庄村民郑和平等人在村中开办面粉厂，该厂为西老庄村第一间村办企业，1985年获利22.5万元。此后，郑和平有意利用当地的生猪资源开办冷藏加工厂，但申请29次贷款均被退回，直至第30次申请才获批。1986年11月1日，西老庄冷藏厂建成投产，同时成立西老庄村食品工业公司，这一时间节点后来也被得利斯定为公司成立日，公司投产第一年盈利69万元。1987年7月，西老庄食品工业公司更名为诸城市第二食品公司。
1988年5月，郑和平赴北京参加中国食品研究中心举办的西式肉食研讨会，首次接触低温肉制品的概念。同年10月，郑和平前往上海参加国际食品加工机械展览会，订购西德生产的肉类加工设备。1989年9月，诸城市第二食品公司投资250万元从西德引进的低温肉制品生产线投产，生产出的圆火腿成为中国大陆第一批低温肉制品，郑和平等人为新产品拟定了“得利斯”这一商标，取delicious一词的谐音和“得利于此”的双关意义，该生产线投产一年便创造产值1300万元。1990年，公司又从西德、荷兰、西班牙、瑞士等地引进盐水火腿流水线。得利斯在低温肉制品领域取得的成功也使得中国一些老牌高温肉制品企业开始增加低温肉制品的生产线。
1992年4月，诸城市第二食品公司与北京市昌平县供销社合资100万元，在北京建设分厂，其后又开始着手在中国东北地区建设分厂。同年11月，诸城市第二食品公司更名为诸城市得利斯公司，1993年6月8日又更名为山东得利斯集团总公司，1996年更名为中国得利斯集团公司，公司所在的西老庄村也改名为得利斯村。2000年11月，在产权界定和改制工作后，中国得利斯集团公司更名为得利斯集团有限公司。
2001年8月，得利斯集团利用从德国引进的生猪屠宰线开办潍坊同路食品有限公司，生产低温冷却肉。
2010年1月6日，山东得利斯食品股份有限公司在深圳证券交易所首次公开发行股票。